# Torre Generali

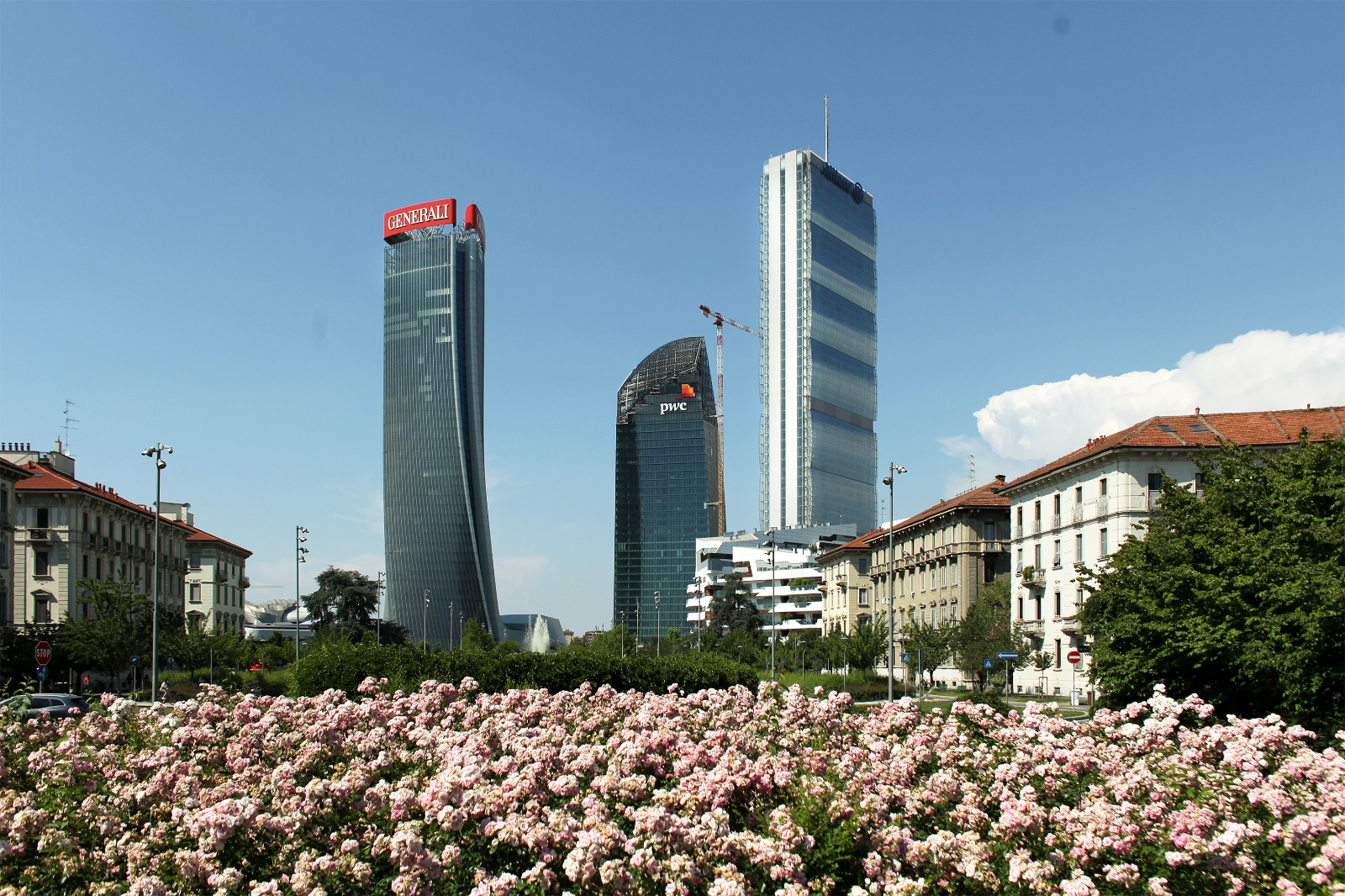
De Tre Torre van de wijk CityLife

De Torre Generali (ook Torre Hadid, of met bijnaam Lo Storto is een 191,5 meter hoge wolkenkrabber in de Italiaanse stad Milaan. De bouw werd uitgevoerd naar plannen van de architect Zaha Hadid en ingenieursbureau Mauro E. Giuliani - Redesco Srl Milan. Het bouwwerk was de laureaat voor de zilveren Emporis Skyscraper Award 2017 (tweede prijs), toegekend in december 2018.
Het gebouw is genoemd naar, is eigendom van en dient als regionaal hoofdkantoor voor de Milanese regio van Assicurazioni Generali, een van de grootste verzekeringsfirma's wereldwijd.
De wolkenkrabber heeft 44 verdiepingen en drie kelderverdiepingen en een totale vloeroppervlakte van 67.000 m². Specifiek aan het gebouw is dat de verschillende verdiepingen een verschillende dimensie, grootte en oriëntatie hebben. De eerstesteenlegging vond plaats op 25 augustus 2014, op 15 oktober 2017 vond de ingebruikname plaats. De officiële inhuldiging gebeurde pas op 9 april 2019.
Het gebouw is onderdeel van een nieuwe zakenwijk in Milaan, CityLife en is daar voorzien in een complex van drie wolkenkrabbers, Tre Torri, waarvan de Torre Generali de middelste in hoogte is. De 208 m hoge Torre Isozaki ontworpen door Arata Isozaki en Andrea Maffei werd al in 2015 in gebruik genomen, de 175 m hoge Torre Libeskind naar plannen van Daniel Libeskind werd in 2020 afgewerkt.
Het gebouw is vlot toegankelijk via het direct naastgelegen metrostation Tre Torri, bediend door lijn M5 van de metro van Milaan.

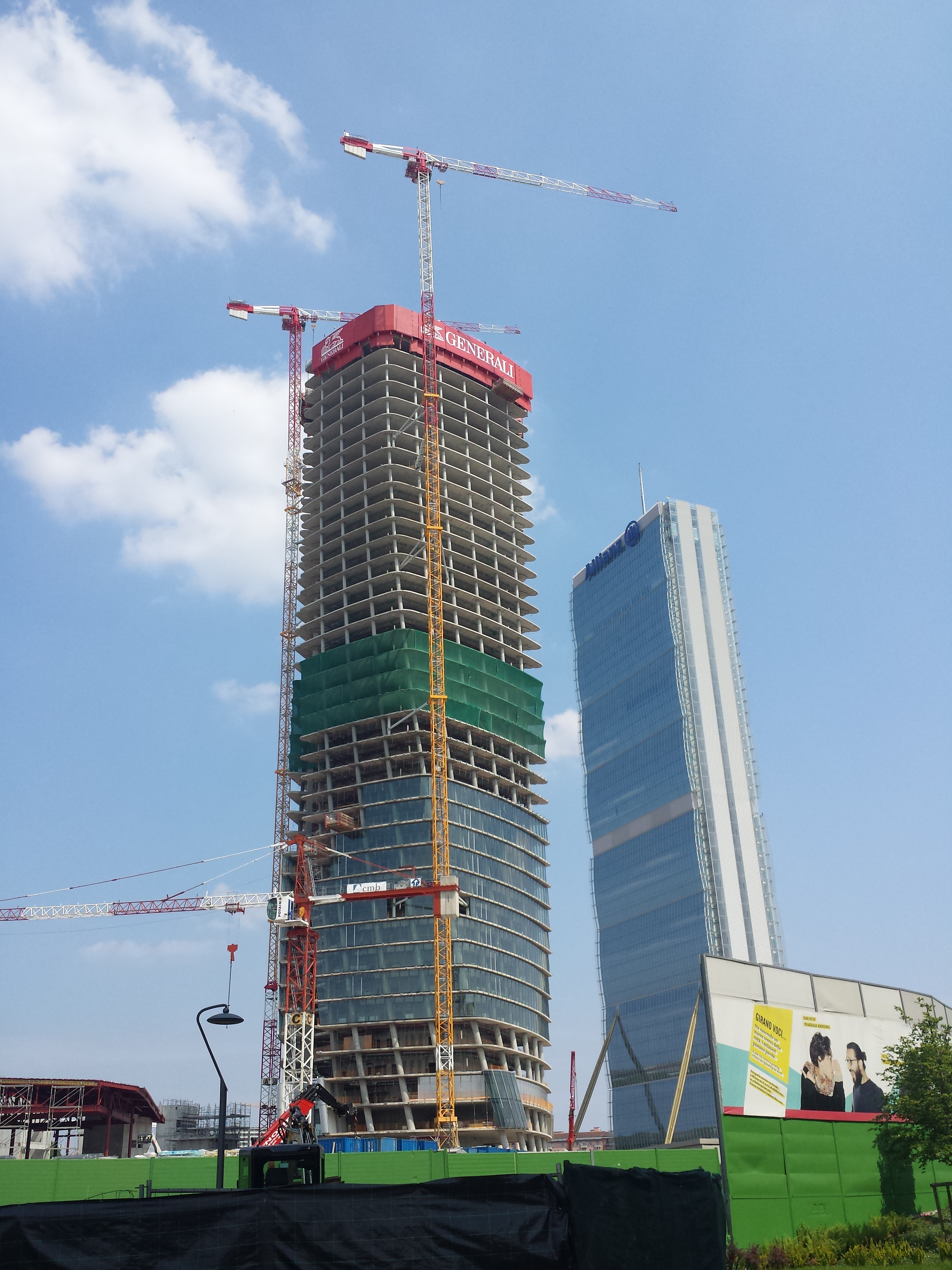
Torre Generali in aanbouw in mei 2016 naast de in 2015 afgewerkte Torre Isozaki
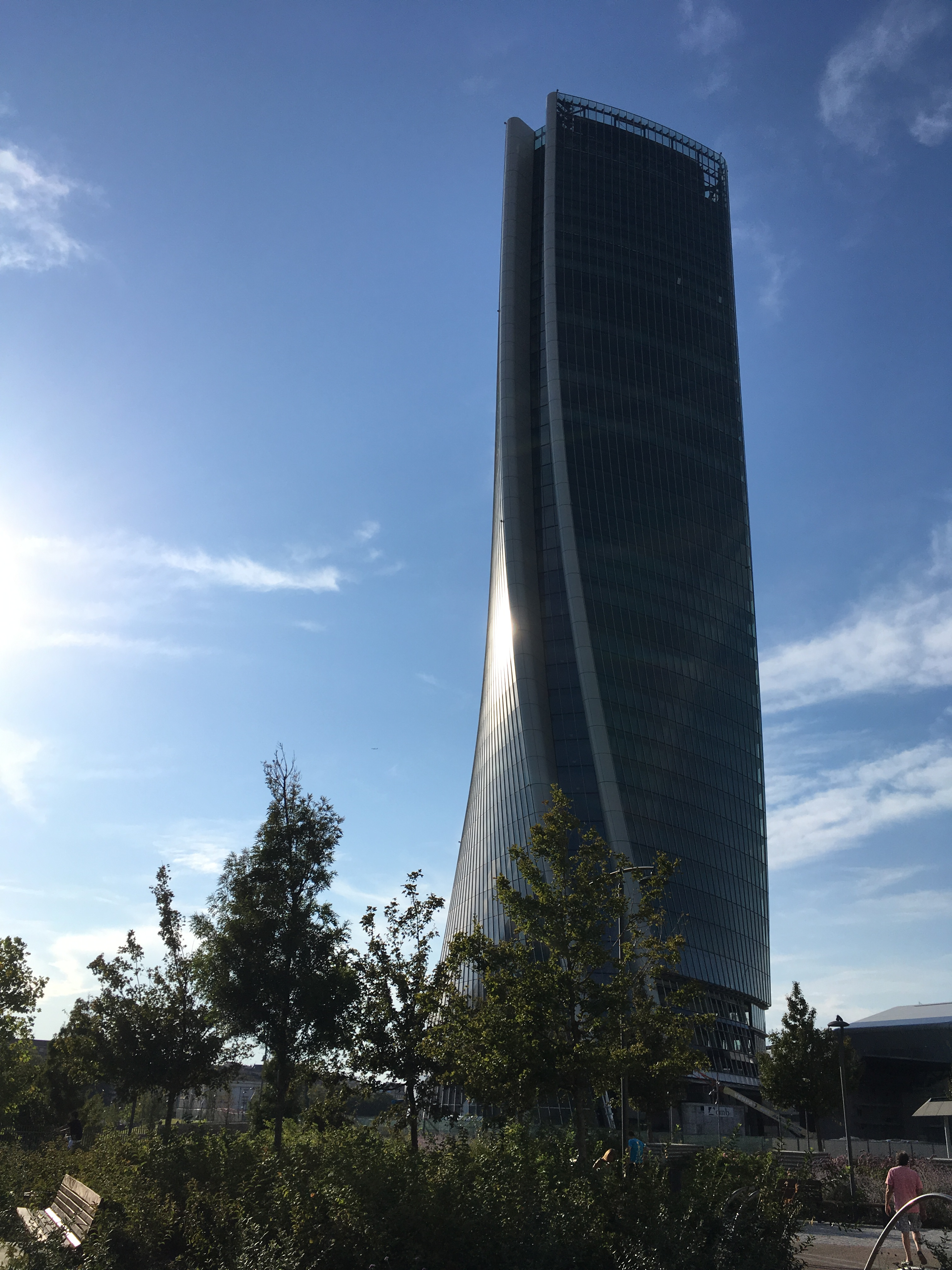
Toren in tegenlicht
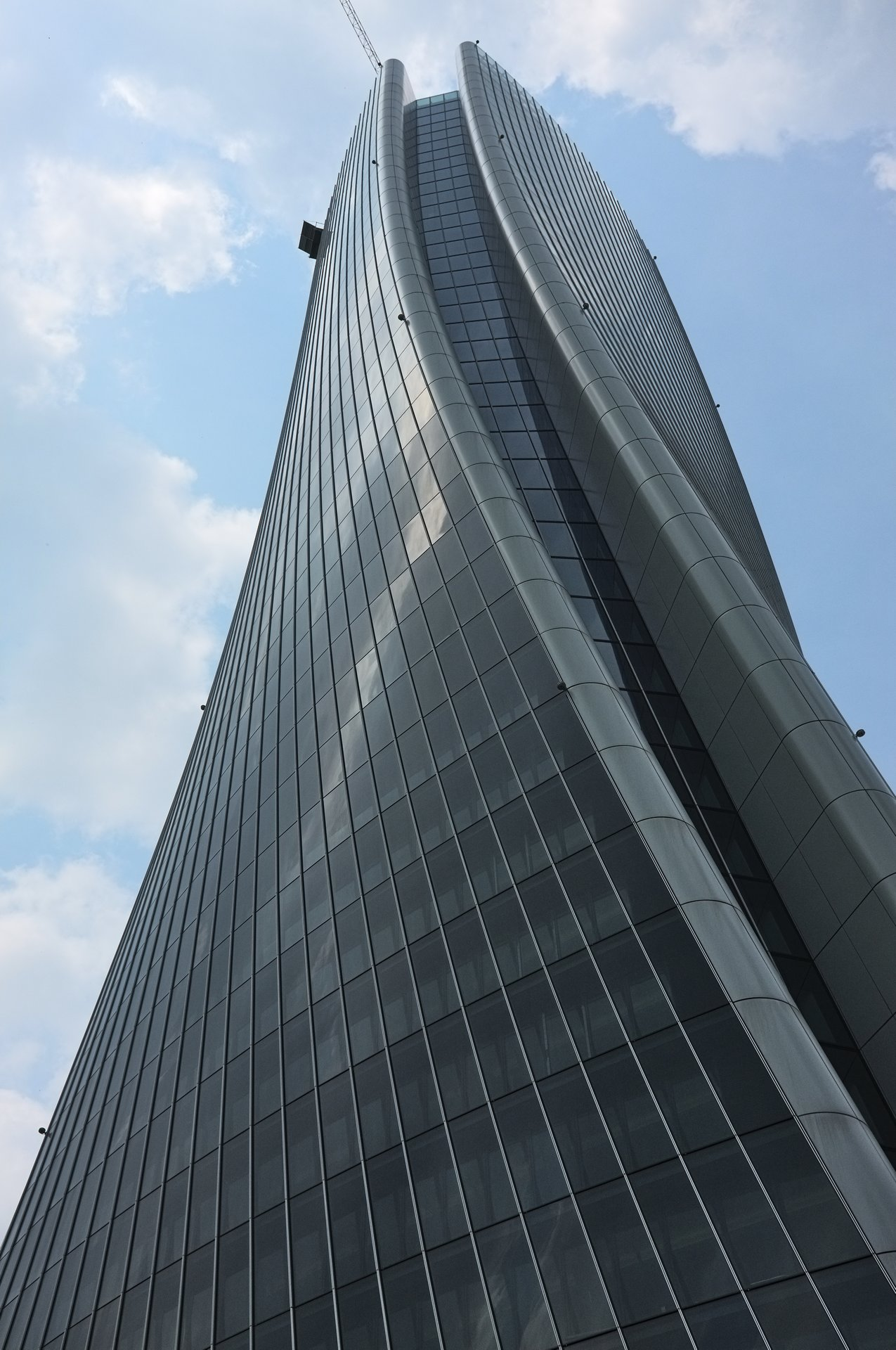
Gedraaide structuur van de Torre Generali